# Grigoriora
Grigoriora is een geslacht van rechtvleugeligen uit de familie sabelsprinkhanen (Tettigoniidae). De wetenschappelijke naam van dit geslacht is voor het eerst geldig gepubliceerd in 1993 door Gorochov.

## Soorten
Het geslacht Grigoriora omvat de volgende soorten:
- Grigoriora alia Gorochov, 1998
- Grigoriora beybienkoi Gorochov, 1998
- Grigoriora breviuscula Gorochov, 1998
- Grigoriora dicata Gorochov, 1993
- Grigoriora segregata Gorochov, 1998
- Grigoriora spinosa Gorochov, 1998
- Grigoriora tassirii Sänger & Helfert, 1996